# Renee Olstead

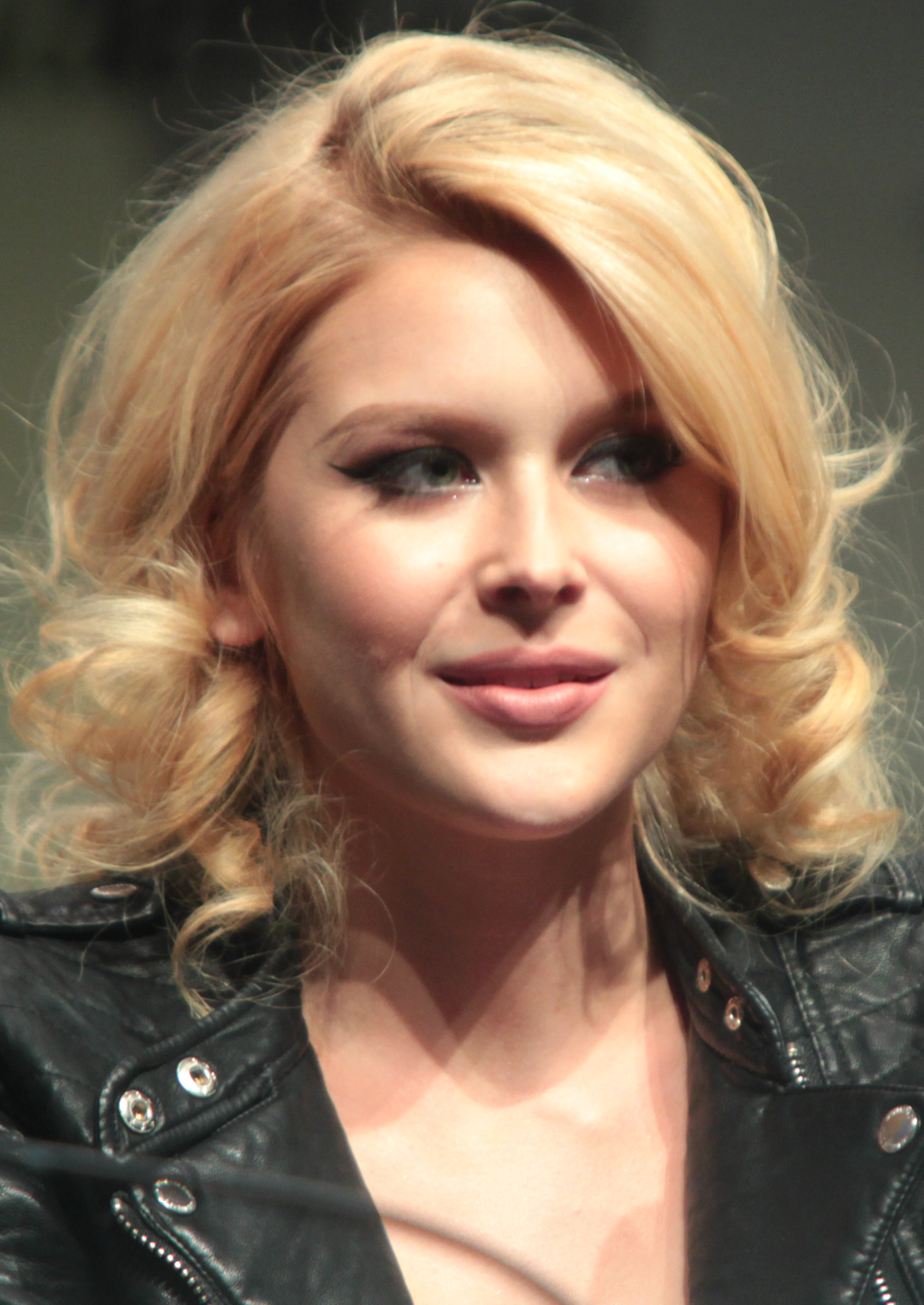
Renee Olstead bei der WonderCon 2015

Rebecca Renee Olstead (* 18. Juni 1989 in Houston, Texas) ist eine ehemalige US-amerikanische Schauspielerin und Sängerin. Mittlerweile arbeitet sie als Psychologin und Erotikmodel.

## Leben und Karriere
Olstead hat norwegische Wurzeln. Sie ist die Tochter von Christopher Eric Olstead und Rebecca Lynn Jeffries. Mit dem Singen begann sie in ihrer frühesten Kindheit. Sie sang die im Radio gespielten Songs mit, ohne dabei Musikunterricht zu nehmen. Mit acht Jahren begann sie mit dem Drehen von Filmen und Werbespots. Olstead hatte kleinere Rollen, unter anderem in End of Days (1999) mit Arnold Schwarzenegger in der Hauptrolle oder als junge Nachbarsfreundin von Jennifer Garner im Film 30 über Nacht (2004). Von 2002 bis 2006 trat sie in der TV-Sitcom Still Standing als Lauren auf. Nachdem sie von 2008 bis 2013 die Madison Cooperstein in der US-Drama-Serie The Secret Life of the American Teenager gespielt hatte, bekam sie im April 2012 die Hauptrolle der Kaitlan in A. D. Calvos Horror-Thriller The Midnight Game.
2004 veröffentlichte Olstead ein nach ihr benanntes Album mit Jazz-Stücken. Es wurde von Kritikern hoch gelobt, wobei der für ihr Alter außergewöhnlich reife Gesangsausdruck hervorgehoben wird. Die Veröffentlichung ihres Albums Skylark wurde seit 2005 mehrere Male verschoben, bevor es Ende Januar 2009 endgültig erschien. 2005 trat sie beim Live-8-Konzert in Berlin auf.
Olstead verließ die Musik- und Filmbranche 2019. Sie begann einerseits ein Psychologiestudium, andererseits begann sie im November 2020 ihren eigenen Content zu erstellen und über die Plattform Onlyfans zu vertreiben. War sie 2014 noch Opfer des sogenannten The Fappening, als von ihr und vielen anderen Prominenten Dateien aus der iCloud gestohlen und illegal veröffentlicht wurden, fing sie nun selbstbestimmt an, selbst und unabhängig von anderen Produzenten erstellte Bilder zu publizieren, die häufig die Grenze zur Pornografie deutlich überschreiten. Im Zuge der dadurch erzeugten Aufmerksamkeit modelte sie auch für Penthouse und Playboy Plus. Als Psychologiestudentin setzt sie sich mit ihrer dortigen Tätigkeit ebenso auseinander, wie mit den Reaktionen, etwa mit der ablehnenden Haltung mancher Frauen ihrer Entscheidung gegenüber. Olstead versucht sich auch mit anderen Modellen in diesem Bereich zusammenzutun und sich zu organisieren. Seit ihre Mentorin im Studium, die Sexualtherapeutin Amie Harwick, im Februar 2020 von ihrem Ex-Freund ermordet wurde, versucht Olstead, dieser nachzueifern. Für die von Harwick unterstützte Organisation Pineapple Support, die psychologische Unterstützung für Online-Darsteller in der Erwachsenenunterhaltung anbietet, sammelte sie bei einem ihrer OnlyFans-Livestreams beispielsweise 10.000 US-Dollar.
Olstead ist seit dem 13. September 2014 mit dem Pianisten Tommy King verheiratet. Sie lebt vegan und unterstützt die Tierschutzorganisation PETA. Seit April 2023 ist sie lizenzierte Ehe- und Familientherapeutin mit einer Spezialisierung auf Sexualtherapie. Sie arbeitet am Shape Center in Beverly Hills.

## Filmografie (Auswahl)
- 1999: Insider (The Insider)
- 1999: End of Days – Nacht ohne Morgen (End of Days)
- 2000: Space Cowboys
- 2002–2006: Still Standing (Fernsehserie, 86 Episoden)
- 2003: Abgezockt! (Scorched)
- 2004: 30 über Nacht (13 Going on 30)
- 2008–2013: The Secret Life of the American Teenager (Fernsehserie, 89 Episoden)
- 2011: The Bling Ring (Fernsehfilm)
- 2012: The Monogamy Experiment
- 2013: The Midnight Game
- 2014: Unknown User (Unfriended)
- 2014: Work Mom (Fernsehfilm)
- 2015: The Murder Pact
- 2016: Grip and Electric (Fernsehserie, 5 Episoden)
- 2016: Cozmo's (Fernsehfilm)
- 2017: Feral
- 2018: Bachelor Lions

## Auszeichnungen
Young Artist Award:
- 2003: Nominiert als Beste Darstellung in einer Fernsehserie – Hauptdarsteller für Still Standing
- 2006: Gewonnen als Beste Darstellung in einer Fernsehserie – Nebendarsteller für Still Standing

## Diskografie
Alben
- 2000: Stone Country
- 2002: By Request
- 2004: Renee Olstead
- 2009: Skylark

Singles
- 2000: Unleashed